# St. Peter und Paul (Gehrden)

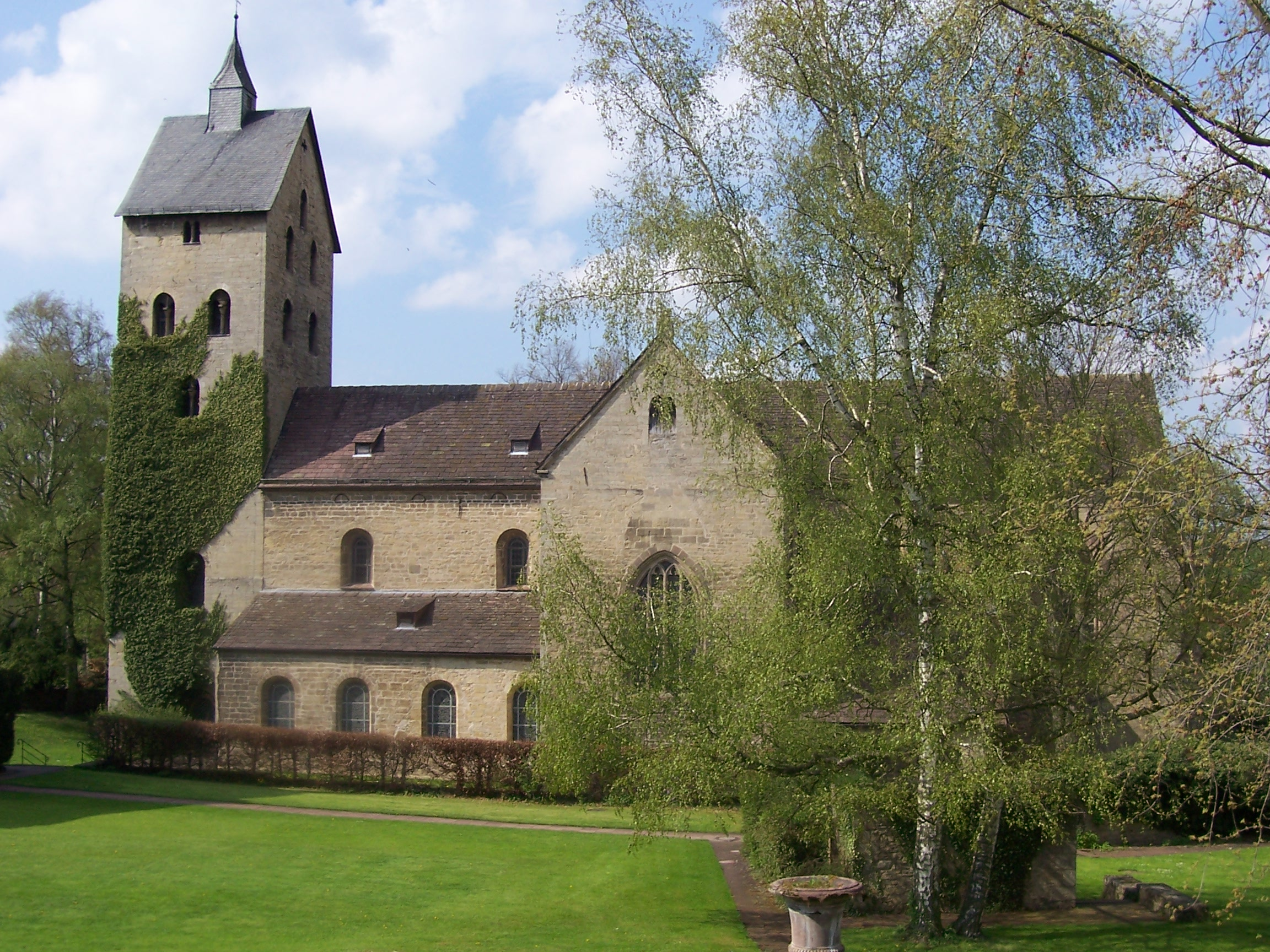
Pfarrkirche St. Peter und Paul

Die katholische Pfarrkirche St. Peter und Paul ist ein denkmalgeschütztes Kirchengebäude in Gehrden, einer Ortschaft in Brakel im Kreis Höxter (Nordrhein-Westfalen). Das Gebäude ist die ehemalige Klosterkirche des Klosters Gehrden. Die Kirche beherbergt das größte historische Glockengeläut in Westfalen; in ihr verbinden sich die romanische Architektur mit der barocken Ausstattung und mit Elementen des späten Jugendstils.

## Geschichte und Architektur
Nachdem der Edelherr Heinrich von Gehrden 1142 seinen Besitz den auf der Iburg lebenden Nonnen schenkte, gründeten diese das Kloster Gehrden. Die um 1180 in Kalkstein errichtete Klosterkirche gilt als besterhaltene romanische Kirche der Region. Ein Pleban wurde 1230 urkundlich erwähnt.
Die dreischiffige Pfeilerbasilika mit einem Querschiff wurde aus unregelmäßigen Quadern errichtet. Der flach geschlossene Hauptchor war zweijochig, die Nebenchöre besaßen Apsiden. Eine Nonnenempore wurde 1675 eingebaut und 1860 verkürzt, die Reste sind im Westjoch erhalten.
Anstelle der Drillingsfenster im Querhaus wurden 1845 vierbahnige Maßwerkfenster eingesetzt. Die romanische Apsis wurde 1667 abgebrochen und danach der Chor erweitert. Die Farbfenster wurden von 1920 bis 1921 nach Vorlagen von Franz Lauterbach mit symbolhaften Motiven angefertigt. Die Gewölbe wurden im 19. und 20. Jahrhundert erneuert, gleichzeitig wurden statische Sicherungen eingeleitet. Von 1961 bis 1966 wurden im Westjoch Fragmente auf Ornamentfries gemalter Säulen und an Stangen hängender Teppiche freigelegt. Ein großer Teil der Malereien wird durch die Orgel verdeckt. Hierbei handelt es sich um ein frühes Beispiel einer Dekorationsart, die am Hellweg und im Raum Oberweser mehrfach anzutreffen ist. Im Bogen zur Turmhalle sind die Darstellung des Schweißtuches und Rankenmalereien erhalten. Im Chor und im Bogen zur Apsis auf der Südseite sind gotische Inschriften zu sehen. In den letzten Jahren wurde ein Windfang eingebaut, die Heizung erneuert und Sanierungsmaßnahmen durchgeführt.

## Turm
Der Westturm wurde zu Anfang des 13. Jahrhunderts errichtet, Er ist durch etliche Schallfenster und Doppelarkaden gegliedert. Die Turmhalle ist nach dem Vorbild des Paderborner Domes zum Schiff hin geöffnet. Es wurden spitzbogige Kreuzgratgewölbe eingezogen.

## Ausstattung

### Hochaltar

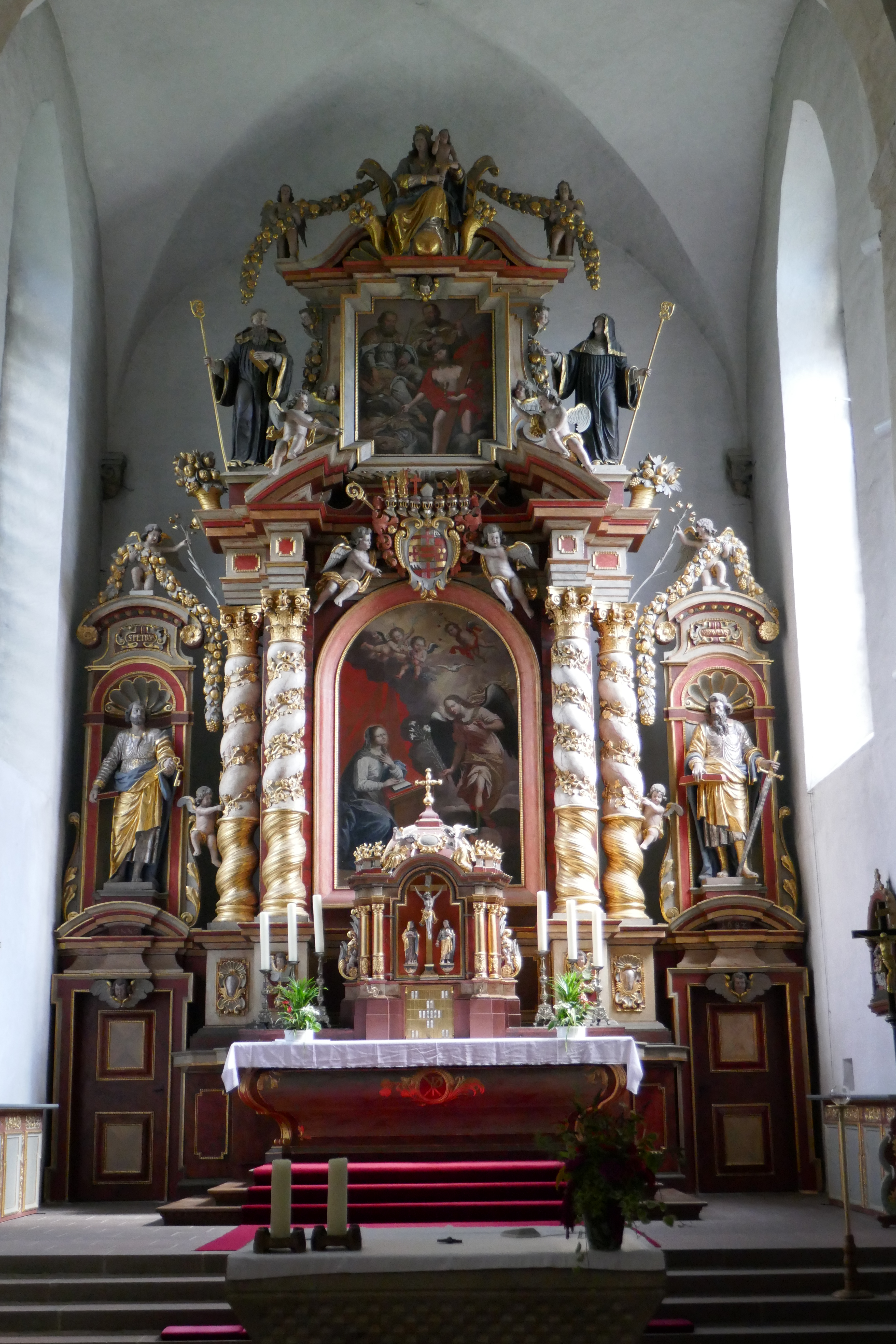

Der Hochaltar, ein großes, reich beschnitztes Retabel, ist eine Stiftung des Fürstbischofs Ferdinand von Fürstenberg. Er wurde nach einer Bezeichnung im Jahr 1682 geweiht, sein flämischer Einfluss ist unverkennbar. Um diesen monumentalen Altar aufstellen zu können, musste die Kirche nach Osten um ein Joch erweitert werden. Der Altar ist eine Arbeit des Bildhauers Heinrich Papen aus Giershagen; der Entwurf stammt vermutlich von dem Barockmaler G. Rudolphi. Die beiden Altarbilder malte ebenfalls Rudolphi. Der Farbton des Altares lehnt sich an das Wappen des Stifters an, es ist zwischen den beiden Altarbildern angebracht und wird von zwei Putten gehalten. Diese Farbtöne sind auch in einem Altar in Corvey überliefert. Mittelpunkt des Altares ist das große Bild; ein Engel, der in der Hand Lilien trägt, bringt der in das Gebet versunkenen Maria eine Botschaft. Das Gemälde wird von je zwei Spindelsäulen und einem Sprenggiebel gerahmt. Das andere Bild zeigt als Besonderheit den Heiligen Geist als Person, mit einem Zepter in der Hand. Davor ist Gottvater, ebenfalls mit einem Zepter, dargestellt. Beide Personen weisen mit den Zeptern auf Jesus, der von einem roten, wallenden Tuch umhüllt ist. Maria mit dem Kind thront über dem Altar, sie steht mit einem Fuß auf der Weltkugel; sie wird von Figuren der Heiligen Benedikt und seiner Schwester Scholastika flankiert. Nachfahren der beiden hatten hier von 1147 bis 1810 ein Kloster.

### Seitenaltar
Der sogenannte Jungfrauenaltar steht im nördlichen Arm des Querhauses. In der Kartusche ist zu lesen, dass der Altar den fünf klugen Jungfrauen gewidmet ist. Hinter der Mensa, die einem Sarkophag ähnelt, erhebt sich das barocke Retabel; dessen Aufbau ist dem des Hauptaltares ähnlich. Das Triumphbogenportal des Mittelbildes ist von den Statuen der heiligen Jungfrauen umgeben. Agnes sind die Attribute Palme und Lamm beigegeben, Lucia wird mit Augen auf einer Schale und der Palme gezeigt, Christina ist mit einem Mühlstein und einem Pfeil dargestellt und Barbara besitzt als Attribute Turm, Kelch und Hostie. Das Altarblatt wurde von Johann Georg Rudolphi, als Kopie nach einem Bild von Pierre Mignard gemalt, es zeigt Katharina von Alexandrien. Das Jesuskind steckt ihr, auf dem Schoß der Mutter sitzend, einen Ring auf. Die Legende nennt diese Szenerie Mystische Vermählung. Katharina trägt in der linken Hand die Märtyrerpalme, sie ist in königliche Gewänder gekleidet. Ein Engel hält zum Zeichen ihres Martyriums das Rad, zu ihren Füßen liegt das Schwert. Die gesamte Handlung spielt über den Wolken. In der Mitte des Bildes berühren sich die Hände von Maria, Katharina und des Jesuskindes, auf diesen Mittelpunkt sind auch die Blicke der Personen gerichtet. Darüber sind noch die Scholastika mit einem Äbtissinnenstab und ein dunkel gewandeter Engel mit roten Schwingen zu sehen. Das Bild ist in einer der Renaissance üblichen Figura pyramidale aufgebaut. Auf der linken, unteren Bildseite ist das Wappen des Laurentius von Dript zusammen mit einem Spruchband aufgemalt. Es bezeichnet ihn, mit der Angabe 1679, als Lektor der heiligen Theologie beim Bischof von Paderborn und als Benediktinermönch.

### Orgel

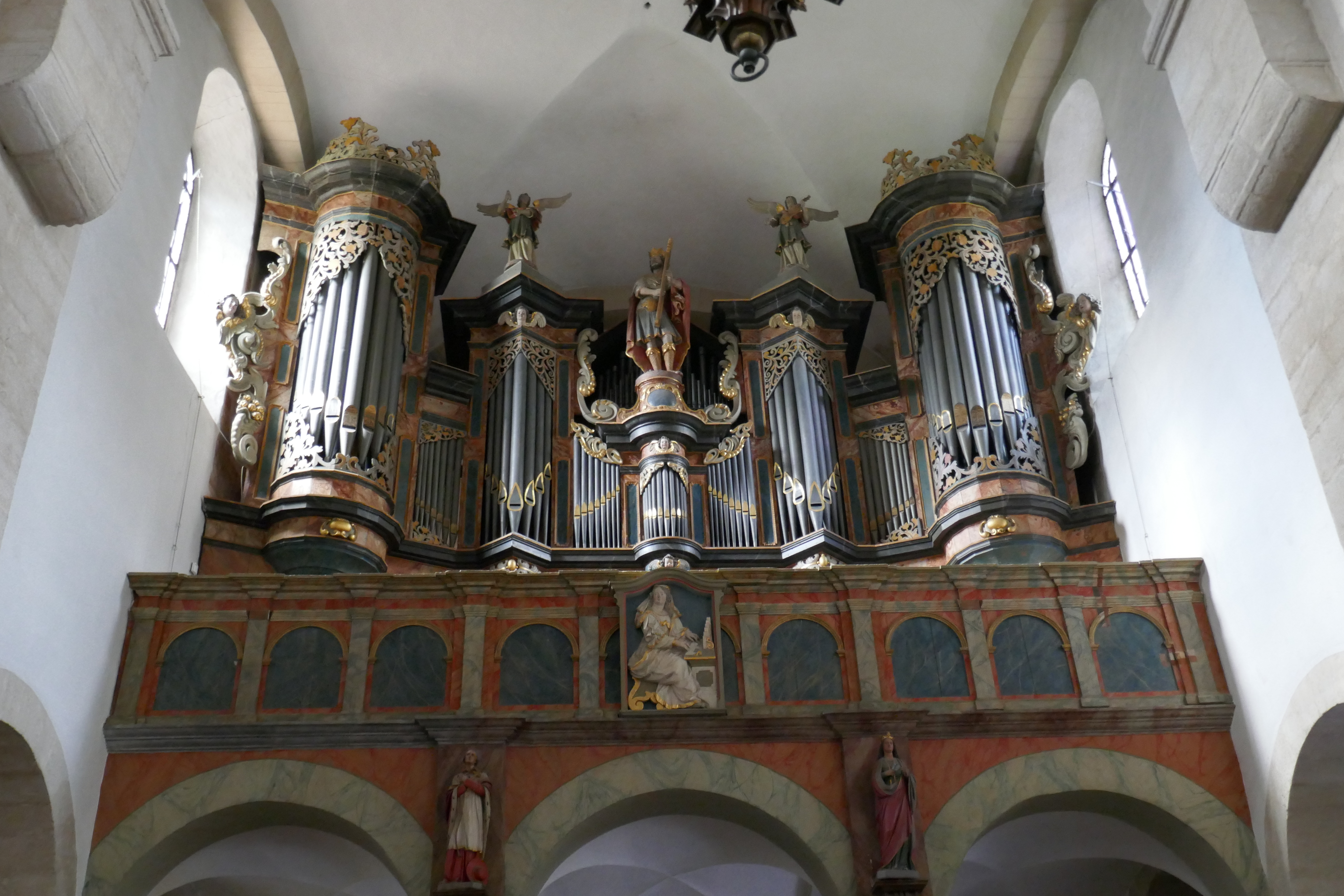
Historischer Orgelprospekt

Der Orgelprospekt steht auf einer hohen Empore, die von Säulen getragen wird. Von Säule zu Säule schwingen sich drei Arkadenbögen. Über dem Gesims ist eine reliefartige Darstellung der Cäcilia, der Patronin der Musiker, beim Spielen einer kleinen Orgel zu sehen. Auf den Türmen stehen Figuren musizierender Heiliger und Engel. Die Orgel wurde 1679 ursprünglich von Andreas Schneider aus Höxter als Instrument mit zwölf Registern und einem Manual für die Klosterkirche in Marienmünster gebaut. Da in Marienmünster 1737 von Johann Patroclus Möller aus Lippstadt eine neue Orgel gebaut wurde, wurde das alte Instrument nach Gehrden verkauft. Möller stellte sie im nördlichen Querhaus auf und fügte zwei Pedaltürme und ein Oberpositiv hinzu. In den Jahren 1848 und 1869 wurden verschiedene klangliche Umbauten vorgenommen, die Pneumatik des Werkes wurde 1916 erneuert. Die Orgelbaufirma Bernhard Stegerhoff aus Paderborn baute von 1964 bis 1966 ein neues Instrument, mit dem Ziel, den Klangaufbau des 18. Jahrhunderts wiederzuerlangen. Die im Hauptwerk befindlichen Pfeifen des Prospektes stammen von der Firma Schneider, offensichtlich sind aber auch einige alte Pfeifen erhalten.
| I Hauptwerk C–f3 |       |
| Bordun           | 16′   |
| Praestant        | 8′    |
| Gedackt          | 8′    |
| Oktave           | 4′    |
| Duesflöte        | 4′    |
| Quinta           | 3′    |
| Octave           | 2′    |
| Sifflöte         | 1 ⁄3′ |
| Waldflöte        | 1′    |
| Sesquialtera III |       |
| Mixtur IV        | 1 ⁄3′ |
| Trompete         | 8′    |
| Tremulant        |       |

| II Oberpositiv C–f3 |       |
| Gedackt             | 8′    |
| Principal           | 4′    |
| Gedackt             | 4′    |
| Waldflöte           | 2′    |
| Quinte              | 1 ⁄3′ |
| Scharff IV          | 1′    |
| Krummhorn           | 8′    |
| Tremulant           |       |

| Pedal C–f1  |     |
| Subbass     | 16′ |
| Praestant   | 8′  |
| Gedackt     | 8′  |
| Oktave      | 4′  |
| Nachthorn   | 2′  |
| Bauernflöte | 1′  |
| Posaune     | 16′ |

### Glocken
Das vollständig erhaltene Stifts- und Klostergeläut des 14. bis 18. Jahrhunderts umfasst sieben Glocken. Im Jahr 1947 goss Albert Junker (vormals Glockengießerei Heinrich Humpert) aus Brilon zwei Glocken aus sogenannter Briloner Sonderbronze, einer Kupfer-Silizium-Legierung, zum Altbestand hinzu. Die drei kleinsten Glocken sind nur von Hand läutbar und seit Jahren stillgelegt.
| Nr. | Name                     | Gussjahr | Gießer, Gussort             | Durchmesser | Masse (ca.) | Schlagton  |
| --- | ------------------------ | -------- | --------------------------- | ----------- | ----------- | ---------- |
| 1   |                          | 1947     | Albert Junker, Brilon       | 1.380 mm    | 1.500 kg    | d′ +3/16   |
| 2   | Maria, Petrus und Paulus | 1787     | Caspar Greve                | 1.280 mm    | 1.350 kg    | e′ −6/16   |
| 3   | Maria, Petrus und Paulus | 1735     | Johann Gottfried de la Paix | 1.155 mm    | 1.000 kg    | fis′ −1/4  |
| 4   |                          | 1772     | Gebr. Fricke                | 1.022 mm    | 0.700 kg    | fis′ +3/16 |
| 5   |                          | 1947     | Albert Junker, Brilon       | 0.873 mm    | 0.400 kg    | h′ −1/4    |
| 6   |                          | 1772     | Gebr. Fricke                | 0.728 mm    | 0.250 kg    | cis″ ±0    |
| 7   | Johannes Baptista        | 1579     | Joachim Koels, Warburg      | 0.702 mm    | 0.200 kg    | cis″ +1/4  |
| 8   | Benedictus               | 1579     | Joachim Koels, Warburg      | 0.590 mm    | 0.140 kg    | f″ +1/16   |
| 9   |                          | um 1300  | Olricus Crop (?)            | 0.648 mm    | 0.200 kg    | g″ −5/16   |

### Sonstige Ausstattung
- Die Tür des Portales ist mit alten Eisenbeschlägen und einem Klopfer mit Dämonengesicht erhalten.[15]
- Der Taufstein steht in der Südwestecke; er stammt noch von der ursprünglichen, romanischen Ausstattung. Auf dem Becken sind zwei Blätter eingemeißelt, die in einer Blüte münden. Der Fuß wurde erneuert, der Deckel aus Mooreiche ist mit den Symbolen der vier Evangelisten geschmückt, er stammt aus neuerer Zeit.[16]
- Der Tabernakel ist eine Stiftung des Kanonikus Engelhard von Niehausen. Er wurde 1680 mit drei verschiedenen Nischen, die in einem Holzzylinder drehbar sind, in der Werkstatt Papen angefertigt. Im Inneren ist der Tabernakel reich mit figürlichem Schmuck ausgestattet. An der Wand daneben ist eine Kreuzigungsgruppe dargestellt.[17][11]
- Die Pietà aus der Zeit um 1500 steht in der Apsis des nördlichen Seitenschiffes. Die schmerzhafte Gesicht der Muttergottes zeigt ungewöhnlich junge Gesichtszüge.[18]
- Über dem Altar, über einer Blendtür stehen in Nischen die Figuren der Kirchenpatrone Petrus und Paulus.[19]

## Brauchtum
In jedem Jahr am Karfreitag verkleiden sich zwei Personen als Christus und Simeon. Sie schultern vor dem Hochaltar ein etwa 35 kg schweres Kreuz und tragen es in einer Prozession den Katharinenberg hinauf.